# Stanisław Ledóchowski
Stanisław Ledóchowski herbu Szaława, (ur. w 1666 roku – zm. 13 maja 1725 roku) – marszałek generalny konfederacji tarnogrodzkiej, wojewoda wołyński w latach 1724–1725, podkomorzy krzemieniecki w latach 1699–1724, podstoli wołyński w latach 1692–1699, cześnik wołyński w latach 1691–1692, marszałek sejmu niemego 1717. W 1701 był marszałkiem Trybunału Głównego Koronnego.
Poseł na sejm 1703 roku z województwa wołyńskiego. W 1704 roku przystąpił do konfederacji sandomierskiej.
Wprowadzenie wojska saskiego do Rzeczypospolitej przez Augusta II w 1713, wywołało falę protestów szlachty, na której czele stanął na Wołyniu. 26 listopada 1715 został wybrany marszałkiem antysaskiej konfederacji tarnogrodzkiej. Zyskał powszechne poparcie rzesz szlacheckich, tak iż poseł rosyjski Grzegorz Dołgoruki uważał, iż w wypadku opróżnienia tronu polskiego – Ledóchowski miał szansę zostać królem Polski. W krótkim czasie zbudował silne wojsko konfederackie z którym musieli liczyć się Sasi. Popełnił jednak błąd prosząc o mediację rosyjską między konfederatami a królem, z której to mediacji Rosjanie skrzętnie skorzystali, prowokując konflikt, i mieszając się do wewnętrznych spraw Rzeczypospolitej. Rozpoczął jednak antyrosyjską akcję dyplomatyczną, chcąc uzyskać pomoc zewnętrzną  Austrii, Turcji lub Tatarów krymskich. Wobec niepowodzenia tych starań i wkroczeniu na życzenie Augusta II w połowie sierpnia 1716 wojsk rosyjskich, zwołał pospolite ruszenie i rozpoczął negocjacje z królem, chcąc uchronić Polskę od nowej wojny. Porozumienie podpisano 3 listopada 1716.
W 1716 został marszałkiem sejmu kończącego konfederację (sejmu niemego). 1 lutego 1717 wystąpił na sejmie ze sławnym przemówieniem, by w imieniu nieodrodnych synów Orła Białego przysiąc królowi wierność, nie dopuszczając nikogo do dyskusji. Zamknął sejm wyrażając nadzieję, że Polska wkroczy w okres zasłużonego spokoju. W 1718 na sejmie żądał wycofania wojsk rosyjskich i zawarcia sojuszu z Austrią co nastąpiło w 1719. Poseł na sejm z limity 1719/1720 roku z województwa wołyńskiego. Na krótko przed śmiercią, 26 marca 1724 r. został wojewodą czernihowskim.
Miał opinię człowieka prawego i szlachetnego, o wyjątkowej inteligencji i przenikliwości. Poseł rosyjski pisał o nim: Taki mądry i chytry człowiek, że ja takiego w całej Polsce nie widziałem.
om VI, str. 32 – 33